# Malinalco
Malinalco (Nahuatl: Malinalxochico) is een stadje in de Mexicaanse staat Mexico. De plaats heeft 6.523 inwoners (census 2005) en is de hoofdplaats van de gemeente Malinalco.
De plaats is genoemd naar Malinalxochitl, de Azteekse godin van slangen en schorpioenen en zuster van Huitzilopochtli. Haar zoontje Copil werd op bevel van Huitzilopochtli het hart uitgerukt, dat op een steen terecht kwam en waaruit de Nopal cactus groeide, waarin de adelaar (de overwinnende god) zijn nest bouwde. Adelaar en cactus staan op de vlag van Mexico en op de plaats van de cactus werd Tenochtitlan (Mexico-city) gebouwd. 
Malinalco lag in de precolumbiaanse tijd op een belangrijke handelsroute van Tenochtitlan naar Acapulco. In 1501 liet Ahuizotl hier een versterkte nederzetting bouwen, waarvan de restanten nog steeds te bezichtigen zijn.